# 山名文夫
山名 文夫（やまな あやお、1897年7月17日 - 1980年1月14日）は、日本のイラストレーター、グラフィックデザイナーである。日本のグラフィックデザインの黎明期における先駆者の一人で、大正期から昭和初期にかけてのモダンなアール・デコスタイルで知られ、資生堂の現在にもつづくキーデザイン、紀ノ国屋のロゴ、新潮文庫の葡萄マークのデザインで知られる。

## 経歴
1897年（明治30年）7月17日、広島県広島市に生まれる。

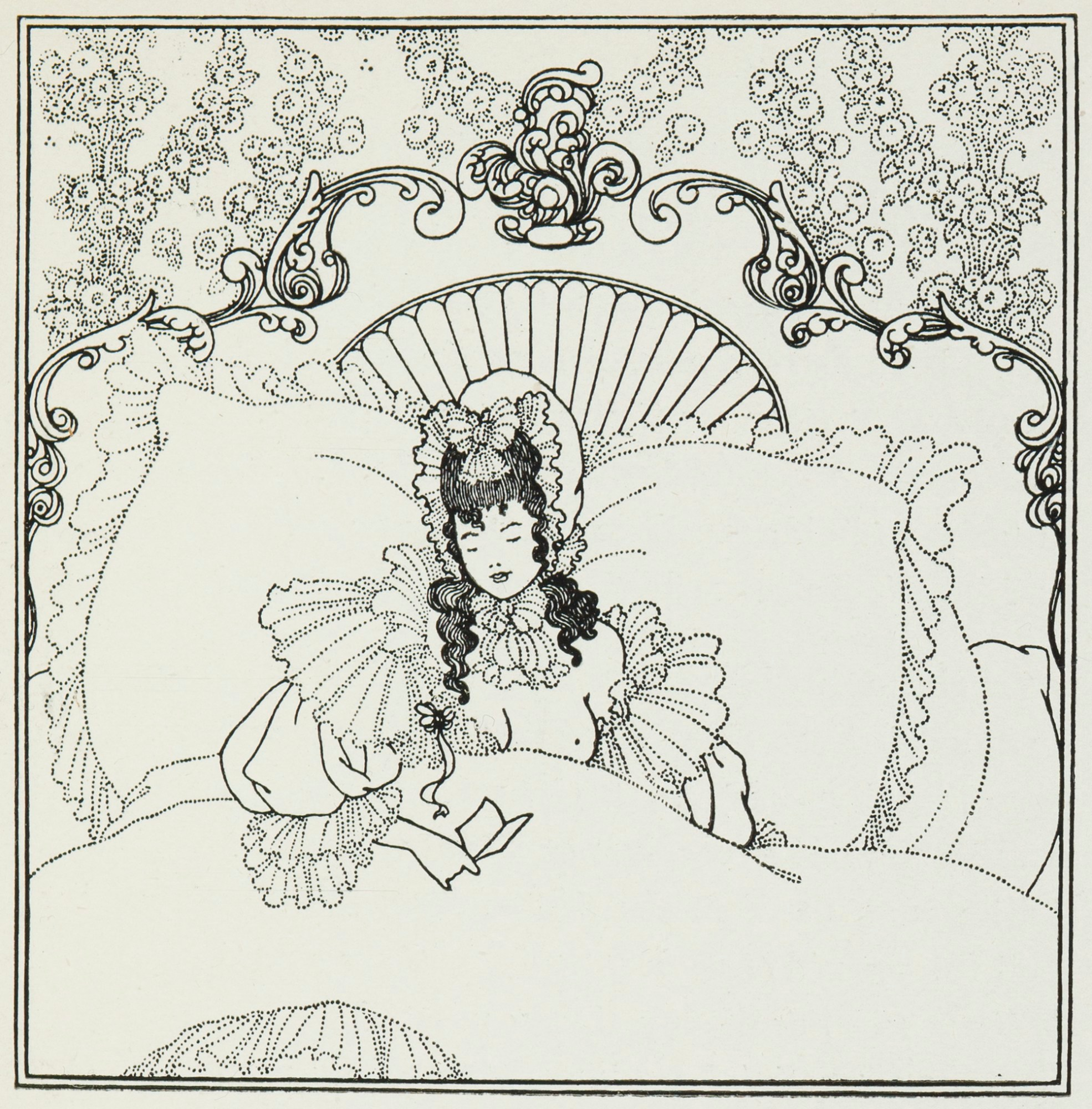
山名に影響を与えたビアズリー

少年期から竹久夢二や北野恒富、オーブリー・ビアズリーに憧れ、模写に没頭する。旧制・和歌山県立和歌山中学校（現和歌山県立桐蔭中学校・高等学校）後、1916年（大正5年）、大阪へ出て、赤松麟作が主宰する「赤松麟作洋画研究所」第2期生となり、絵画を学ぶ。同研究所の第1期生には佐伯祐三がいた。20歳になる1917年（大正6年）、同人誌『Chocolate』（チョコレート）に加わり、夢二や北野、ビアズリーらの絵に影響を受けた作品や詩を発表した。
1923年（大正12年）、「クラブ化粧品」で知られる大阪の化粧品会社・中山太陽堂が併設する出版社「プラトン社」に入社し、図案家として雑誌『女性』や『苦楽』の表紙装丁やカットなどに腕をふるう。同期入社のデザイナーには山六郎、編集者には、小山内薫の推薦で入社し、のちに小説家となる直木三十五（当時「直木三十二」）、川口松太郎の2人がいた。1924年（大正13年）、第一回「大阪市美術協会展覧会」に入選。同年、雑誌『サンデー毎日』（毎日新聞社）に挿画を連載し始めた。

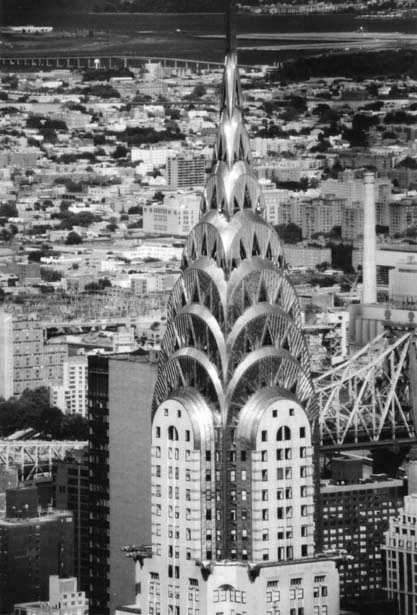
参考・アール・デコ建築、クライスラービル

1928年（昭和3年）、プラトン社を退社、翌1929年（昭和4年）、東京・新橋の化粧品会社・資生堂の意匠部に入る。プラトン社で培われた実力がここで花開き、アール・デコ調の「モダン・ガール」を資生堂広告紙上で完成させてゆく。西洋のものまねや技術の習得に終始していた修練を終え、大正期の日本に、女性をめぐって起こりつつあった新風俗や新文化にいち早く呼応して、それを目に見えるかたちに置き換えた。
1931年（昭和6年）、34歳になるころ資生堂を退社し、「東京広告美術協会」を設立した。1933年（昭和9年）、写真家の土門拳、藤本四八、グラフィックデザイナーの河野鷹思、亀倉雄策らとともに、写真家の名取洋之助の第2次「日本工房」に参加し、雑誌『NIPPON』のレイアウトなどを行う。このころ、熊田五郎が山名に師事し、ともに『NIPPON』のデザイン等に従事した。
1936年（昭和11年）、「日本工房」を退社して資生堂に戻り、1939年（昭和14年）、東京市世田谷区成城町392番地（現在は東京都世田谷区成城6丁目）に自宅兼アトリエを開いた。このとき資生堂には1943年（昭和18年）まで在籍し、その後、森永製菓の新井静一郎らとともに「報道技術研究会」（報研）にも参加した。戦意高揚を図る国策宣伝のデザインに携わり、戦争遂行に協力することになっていった。
1945年（昭和20年）、48歳で太平洋戦争の終戦を迎え、1947年（昭和22年）から1967年（昭和42年）まで、多摩造形芸術専門学校（現・多摩美術大学）の図案科教授を務めた。当時の教え子に湯村輝彦がいる。1948年（昭和23年）、資生堂に戻り、広告デザイン現場に復帰した。
54歳になる1951年（昭和26年）、亀倉雄策、早川良雄らと「日本宣伝美術会」（日宣美）を設立、初代委員長に就任した。69歳になる1965年（昭和40年）には、日本デザイナー学院を設立し、初代学院長を務めた。同年12月、世田谷区成城の自宅兼アトリエを閉じ、終生の住まいとなる多摩市桜ヶ丘に転居した。
70歳を迎える1967年（昭和42年）、勲四等瑞宝章を受章した。1969年（昭和44年）、72歳のとき、資生堂の宣伝部制作室長を辞する。
資生堂の「花椿マーク」（原型は福原信三）や「de Luxe」（ドルックス）の唐草模様のほか、スーパーマーケットの「紀ノ国屋」のロゴ（1953年）、新潮社の「新潮文庫」の葡萄マーク（1950年）のデザインも手がけている。愛煙家で缶ピースを好んだ。亡くなるまで資生堂とかかわり、現役デザイナーとして活躍した。
1980年（昭和55年）1月14日、死去する。82歳没。没後、日本宣伝賞委員会（日本宣伝クラブ）が、その年業界の隆盛に功績のあったクリエーターに贈る「日本宣伝賞山名賞」を創設した。
2007年（平成19年）、世田谷美術館「福原信三と美術と資生堂展」で、山名文夫の成城時代のアトリエが再現され、会期を終え解体された。

## 山名と資生堂デザイン

TOKYO GINZA SHISEIDO

有名な資生堂の「花椿マーク」は、意匠部を創設した福原信三が原案を起こし、山名が最終的に完成させたものである。資生堂在職中はもちろん、資生堂退社後も、顧問や宣伝部制作室長として、資生堂の一連の仕事を行い、繊細な女性美を表現した。資生堂のイメージアップに貢献し「資生堂スタイル」のデザインを確立した。1974年（昭和49年）には、主要な漢字と、ひらがな・カタカナ、欧文アルファベットの書体（タイプフェイス）の手引書を作成している（いわゆる、資生堂書体）。資生堂の新入社員のデザイナーは現在も、この手引書をもとに、必ず先輩の指導で、1年間手書き練習して身につけるという。

## 主要展覧会
- 『山名文夫展 - 永遠の女性像・よそおいの美学』（目黒区美術館、1998年）図録
- 『SHISEIDO ART HOUSE 山名文夫作品展』（資生堂アートハウス、2001年）
- 『もうひとりの山名文夫』（ギンザグラフィックギャラリー、2004年 - 2005年）
- 『福原信三と美術と資生堂展』（世田谷美術館、2007年）図録
- 『山名文夫とアール・デコ - 資生堂スタイルの確立者』（群馬県立館林美術館、2015年）図録

## 著作
- 愛育文庫10『子供部屋 - 童詩集』（竹内てるよと共著、愛育社、1949年3月）
- 『Yamana-Ayao装画集』（美術出版社、1953年）
- 『広告のレイアウト』（ダヴィッド社、1962年）
- 『山名文夫新聞広告作品集 - イラストレーションとレイアウト』（ダヴィッド社、1963年）
- 『山名文夫イラストレーション作品集』（1971年）、私家版
- 『体験的デザイン史』（ダヴィッド社、1976年 / 新装復刻版・誠文堂新光社、2015年）ISBN 4416115253
- 『山名文夫作品集 - プラトン社から資生堂まで女性を描いて50年』（誠文堂新光社、アイデア別冊版1981年8月、単行版1982年6月）

高瀬瑞枝・三宅章夫編、解説：新井静一郎、瀬木慎一、海野弘、中村誠

## 註
1. 1 2 3 4 5 6  ギャラリー「ときの忘れもの」公式サイト内「山名文夫」の記述を参照。
2. 1 2 3  #外部リンク内の「SHISEIDO ART HOUSE 山名文夫作品展」リンク先の記述を参照。
3. ↑  「財団法人吉田秀雄記念事業財団」公式サイト内の記事、中島祥文「大正の美意識と広告デザイン」（『AD STUDIES』Vol.17、p.23、2006年）の記述を参照。
4. 1 2 3 4 5 6 7  世田谷美術館公式ブログ「セタビブログ」内の「こだわりの山名文夫アトリエ再現・その1」（2007年10月19日）の記述を参照。
5. ↑  “戦時中に活躍したクリエーターたちの戦争責任を問うことはできるか？”. 西日本新聞ニュース. 2020年9月23日閲覧。
6. ↑  資生堂公式サイト内の「資生堂ものがたり」の記述を参照。
7. ↑  朝日新聞、日曜版「be on Sunday」2面、2008年3月2日付。

## 主要文献
- 山名文夫『広告のレイアウト』、『イラストレーション作品集』、『体験的デザイン史』
- 水野卓史監修 編『山名文夫のグラフィックデザイン』ピエブックス、2004年11月、236頁。ISBN 4894443759。
- 川畑直道（編）「山名文夫 1897-1980」『gggブックス別冊3』、DNPグラフィックデザインアーカイブ刊、2004年11月、255頁、ISBN 4887523432。
- 資生堂企業文化部『山名文夫 生誕百年記念作品集』資生堂、1998年4月、217頁。ISBN 4763098071。
- 小野高裕、西村美香、明尾圭造『モダニズム出版社の光芒 - プラトン社の1920年代』淡交社、2000年6月。ISBN 4473017540。
- 『美と知のミーム、資生堂』（求龍堂、1998年）図録。他に展覧会は資生堂ギャラリーほかで度々開催